# Paradise (Nevada)
Paradise è un'area non incorporata e census-designated place (CDP) della contea di Clark, Nevada, Stati Uniti, adiacente alla città di Las Vegas. La popolazione era di 223 167 abitanti al censimento del 2010, rendendola la più popolosa comunità non incorporata del Nevada. Essendo una località non incorporata, è governata dalla commissione della contea di Clark con il contributo del Paradise Town Advisory Board. Paradise fu fondata l'8 dicembre 1950.
Paradise contiene l'Aeroporto Internazionale di Las Vegas-McCarran, l'Università del Nevada, la maggior parte della Las Vegas Strip e la maggior parte delle attrazioni turistiche nell'area di Las Vegas, esclusa la downtown. Nonostante questo, il nome Paradise rimane relativamente sconosciuto perché a tutti i ZIP codes che servono Paradise viene assegnato il nome di luogo predefinito "Las Vegas".

## Geografia fisica
Secondo lo United States Census Bureau, ha un'area totale di 46,7 mi² (120,95 km²).

## Storia
La parte meridionale della Las Vegas Valley fu indicata come Paradise Valley già nel 1910, a causa di una falda acquifera che rese la terra particolarmente fertile per l'agricoltura. I commissari della contea istruirono il distretto scolastico di Paradise nel 1914.
Nel 1950 il sindaco Ernie Cragin di Las Vegas, cercando di finanziare un ambizioso programma edilizio e di pagare l'aumento del debito della città, espanse la base imponibile della città annettendo la Las Vegas Strip, che era un territorio non incorporato. Un gruppo di dirigenti di casinò, guidati da Gus Greenbaum del Flamingo, ha esercitato pressioni sui commissari della contea per lo status di città, che impedirebbero alla città di annettere la terra senza l'approvazione della commissione. La commissione votò per creare la città non incorporata di Paradise l'8 dicembre 1950. La città comprendeva una striscia larga un miglio e lunga quattro miglia, dai confini meridionali della città di Las Vegas a poco più a sud del Flamingo. Il consiglio cittadino consisteva inizialmente in cinque gestori di casinò, presieduti da Greenbaum.
Un mese dopo la sua fondazione, la città è stata ampliata per includere le aree residenziali della Paradise Valley, dandole una superficie totale di 54 miglia quadrate (140 km²). Paradise in seguito fu divisa in due parti: Paradise Town A e Paradise Town B. Nel 1953 la Town A fu rinominata Winchester e la Town B divenne nota semplicemente come Paradise. Nel 1975 il Nevada promulgò una legge che avrebbe incorporato Paradise (insieme a Sunrise Manor e Winchester) nella città di Las Vegas. Prima che potesse entrare in vigore, tuttavia, il disegno di legge fu cancellato come incostituzionale dalla Corte Suprema del Nevada.

## Società

### Evoluzione demografica
Secondo il censimento del 2010, la popolazione era di 223 167 abitanti.

### Etnie e minoranze straniere
Secondo il censimento del 2010, la composizione etnica del CDP era formata dal 59,8% di bianchi, l'8,9% di afroamericani, lo 0,8% di nativi americani, il 9,5% di asiatici, l'1,0% di oceanici, il 14,6% di altre etnie, e il 5,5% di due o più etnie. Ispanici o latinos di qualunque etnia erano il 31,2% della popolazione.